# Haeundae I Park Marina
| Dieser Artikel wurde auf der Qualitätssicherungsseite des WikiProjekts Planen und Bauen eingetragen. Dies geschieht, um die Qualität der Artikel aus den Themengebieten Bautechnik, Architektur und Planung auf ein akzeptables Niveau zu bringen. Dabei werden Artikel, die nicht maßgeblich verbessert werden können, möglicherweise in die allgemeine Löschdiskussion gegeben. Hilf mit, die inhaltlichen Mängel dieses Artikels zu beseitigen, und beteilige dich an der Diskussion! |

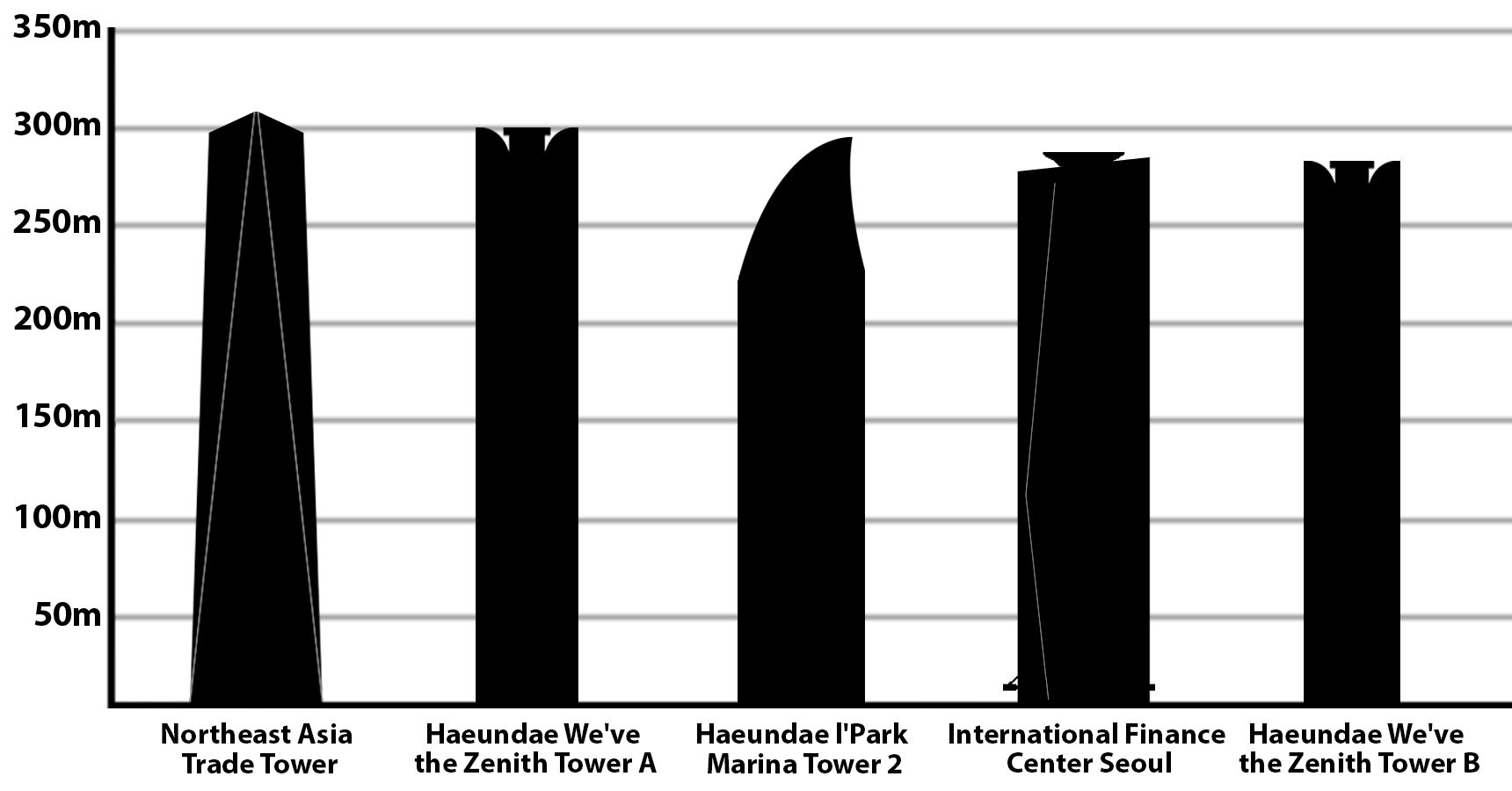
Höchste Gebäude Südkoreas im Jahr 2014

Der Haeundae I Park Marina ist ein Hochhauskomplex im Stadtbezirk Haeundae in der südkoreanischen Stadt Busan. Das höchste der vier Gebäude des Komplexes ist der Haeundae I Park Marina Tower 2 (해운대 아이파크 마리나 타워2 Haeundae Ai-pakeu Marina Taweo2) mit 292 Metern, 72 Ober- und 6 Untergeschossen. Es wurde von Hyundai Industrial Development & Construction erbaut.
Die Genehmigung des Gebäudes wurde 2005 erteilt. Der Bau des Wolkenkratzers dauerte von 2007 bis 2011. Er wurde nach Plänen von Daniel Libeskind errichtet.
Der Haeundae I Park Marina Tower 2 war zum Zeitpunkt der Eröffnung der zweithöchste Wolkenkratzer der Stadt und dritthöchste Südkoreas. Überragt wurde das Gebäude im selben Wohngebiet vom Haeundae Doosan We’ve the Zenith Tower A, der 301 Meter und 80 Stockwerke misst. Das höchste Gebäude Südkoreas war damals der Northeast Asia Trade Tower in Incheon.
Der Gebäudekomplex Haeundae I Park Marina befindet sich in einem luxeriösen Wohngebiet, das als Marine City (koreanisch 마린시티 RR malinsiti) bekannt ist. Das Gebiet am Ufer ist von drei Seiten von Wasser umgeben und wurde Mitte der 1980er Jahre künstlich für einen Yachthafen aufgeschüttet. Drei der Gebäude des I Parks sind Wohngebäude und das vierte Gebäude dient als Hotel. Der Haeundae I Park Marina Tower 2 zählt neben dem Haeundae Doosan We’ve the Zenith Tower A und dem 2019 fertiggestellten Hochhaus Marine City Xi zu den Gebäuden mit den beliebtesten Luxus-Apartments der Marine City.